# 쇼네이왕
쇼네이왕(일본어: 尚寧王 상녕왕[*]; 1564년 ~ 1620년 10월 14일)은 류큐왕국 제2쇼씨 왕조 제7대 류큐 국왕(재위: 1589년 ~ 1620년)이자 제13대 류큐 국왕이다. 제2대 쇼신왕의 증손자인 쇼이(尚懿)의 아들로, 쇼에이왕의 사위이다. 신호(神號)는 테다가수헤아지소헤(日賀末按司添)이다.
전임인 쇼에이왕에겐 자녀가 없었으며 사위인 쇼네이가 왕위를 물려받게 되었다. 쇼네이왕의 재위 기간중인 1609년에 사쓰마번의 시마즈씨가 류큐 왕국을 침공하였고, 쇼네이는 시마즈씨에게 항복하였다. 이후 류큐 왕국은 시마즈번의 영향 하에 놓였고, 일본과 명나라에게 양속(兩屬)하게 되었다. 쇼네이왕은 시마즈번에 의해 에도로 연행되어 쇼군 도쿠가와 히데타다를 알현하였고, 나중에 류큐 왕국으로 돌아갔다.
게이초 18년(1613년)에는 아마미 제도를 사쓰마번에 할양되었다.
제2쇼씨 왕조의 능묘는 다마우둔이지만, 쇼네이왕은 사후에 우라소에 요도레에 소속(묻히게)되었다. 이에 대해서는 사쓰마번의 침공을 받은 것을 부끄럽게 여겨 왕가의 능묘에 들어가지 못한 것이라는 이야기가 전하였으나, 이는 속설에 불과하며, 실제로는 자신이 태어난 우라소에 땅에 묻히고자 했던 것이라고 한다.

## 가족
- 아버지: 쇼이(尚懿, 일본 이름: 요나시로왕자 쵸켄 与那城王子朝賢)
- 어머니: 슈리오오기미아지가나시 쇼씨 잇시(首里大君按司加那志 尚氏一枝)
- 배우자:
  - 왕비: 아오리야헤아지가나시 쇼씨 란소(阿応理屋恵按司加那志 尚氏蘭叢, 아명은 마제니가네 真銭金, 쇼에이왕의 장녀)
  - 부인:
    - 니시노아지 덴씨 세이게쯔(西之按司 伝氏西月, 아명은 마나베타루카네 真鍋樽金)
    - 아다니야오오아지시라레 쇼씨 료게쯔(安谷屋大按司志良礼 章氏涼月, 아명은 마나베타루카네 真鍋樽金)